# Armin Veh
Armin Veh, född den 1 februari 1961 i Augsburg, är en tysk fotbollstränare och tidigare fotbollsspelare.
Armin spelade för FC Augsburg och i Bundesliga för Borussia Mönchengladbach.
2007 ledde han VfB Stuttgart till det tyska mästerskapet. 

## Tränaruppdrag
- VfB Stuttgart (2006 - november 2008)
- FC Augsburg
- FC Hansa Rostock
- SpVgg Greuther Fürth
- SSV Reutlingen